# Beacon Hill School
Pour les articles homonymes, voir Beacon Hill.
Beacon Hill School est une ancienne école fondée par Bertrand Russell et Dora Black.

## Présentation
Bertrand Russell fonde l'école expérimentale de Beacon Hill avec sa femme Dora Black, en 1927. L'école a connu une succession d'emplacements différents, y compris à la résidence des Russells, près de Harting. Après que Russell a quitté l'école en 1935, Dora la poursuit jusqu'en 1943.